# Saison 1927-1928 des Canadiens de Montréal
Autres saisons
Saison précédente Saison suivante
La saison 1927-1928 de hockey sur glace est la dix-neuvième saison que jouent les Canadiens de Montréal. Ils évoluent alors dans la Ligue nationale de hockey et finissent à la 1re place au classement de la Division Canadienne.

## Saison régulière

### Classement

#### Division Canadienne
|                        | PJ | V  | D  | N  | BP  | BC  | Pts |
| ---------------------- | -- | -- | -- | -- | --- | --- | --- |
| Canadiens de Montréal  | 44 | 26 | 11 | 7  | 116 | 48  | 59  |
| Maroons de Montréal    | 44 | 24 | 14 | 6  | 96  | 77  | 54  |
| Sénateurs d'Ottawa     | 44 | 20 | 14 | 10 | 78  | 57  | 50  |
| Maple Leafs de Toronto | 44 | 18 | 18 | 8  | 89  | 88  | 44  |
| Americans de New York  | 44 | 11 | 27 | 6  | 63  | 128 | 28  |

#### Division Américaine
|                       | PJ | V  | D  | N  | BP | BC  | Pts |
| --------------------- | -- | -- | -- | -- | -- | --- | --- |
| Bruins de Boston      | 44 | 20 | 13 | 11 | 77 | 70  | 51  |
| Rangers de New York   | 44 | 19 | 16 | 9  | 94 | 79  | 47  |
| Pirates de Pittsburgh | 44 | 19 | 17 | 8  | 67 | 76  | 46  |
| Cougars de Détroit    | 44 | 19 | 19 | 6  | 88 | 79  | 44  |
| Blackhawks de Chicago | 44 | 7  | 34 | 3  | 68 | 134 | 17  |

## Match après match

### Novembre
| No | Date        | Visiteur              | Score | Domicile              | Fiche |
| -- | ----------- | --------------------- | ----- | --------------------- | ----- |
| 1  | 15 novembre | Les Canadiens         | 6-1   | Americans de New York | 1-0-0 |
| 2  | 19 novembre | Maroons de Montréal   | 1-1   | Les Canadiens         | 1-0-1 |
| 3  | 22 novembre | Pirates de Pittsburgh | 0-4   | Les Canadiens         | 2-0-1 |
| 4  | 27 novembre | Les Canadiens         | 0-2   | Cougars de Détroit    | 2-1-1 |
| 5  | 30 novembre | Les Canadiens         | 5-2   | Blackhawks de Chicago | 3-1-1 |

### Décembre
| No | Date        | Visiteur               | Score | Domicile              | Fiche  |
| -- | ----------- | ---------------------- | ----- | --------------------- | ------ |
| 6  | 3 décembre  | Americans de New York  | 0-4   | Les Canadiens         | 4-1-1  |
| 7  | 6 décembre  | Les Canadiens          | 1-1   | Bruins de Boston      | 4-1-2  |
| 8  | 8 décembre  | Maple Leafs de Toronto | 1-2   | Les Canadiens         | 5-1-2  |
| 9  | 11 décembre | Les Canadiens          | 2-0   | Rangers de New York   | 6-1-2  |
| 10 | 13 décembre | Cougars de Détroit     | 1-6   | Les Canadiens         | 7-1-2  |
| 11 | 15 décembre | Les Canadiens          | 2-1   | Maroons de Montréal   | 8-1-2  |
| 12 | 17 décembre | Bruins de Boston       | 1-5   | Les Canadiens         | 9-1-2  |
| 13 | 22 décembre | Blackhawks de Chicago  | 2-5   | Les Canadiens         | 10-1-2 |
| 14 | 24 décembre | Les Canadiens          | 2-2   | Pirates de Pittsburgh | 10-1-3 |
| 15 | 27 décembre | Les Canadiens          | 0-0   | Sénateurs d'Ottawa    | 10-1-4 |
| 16 | 31 décembre | Rangers de New York    | 0-1   | Les Canadiens         | 11-1-4 |

### Janvier
| No | Date       | Visiteur              | Score | Domicile               | Fiche  |
| -- | ---------- | --------------------- | ----- | ---------------------- | ------ |
| 17 | 4 janvier  | Les Canadiens         | 3-1   | Blackhawks de Chicago  | 12-1-4 |
| 18 | 5 janvier  | Les Canadiens         | 2-1   | Cougars de Détroit     | 13-1-4 |
| 19 | 7 janvier  | Les Canadiens         | 9-1   | Maple Leafs de Toronto | 14-1-4 |
| 20 | 10 janvier | Sénateurs d'Ottawa    | 0-2   | Les Canadiens          | 15-1-4 |
| 21 | 15 janvier | Les Canadiens         | 3-1   | Americans de New York  | 16-1-4 |
| 22 | 17 janvier | Les Canadiens         | 1-0   | Bruins de Boston       | 17-1-4 |
| 23 | 21 janvier | Maroons de Montréal   | 1-0   | Les Canadiens          | 17-2-4 |
| 24 | 24 janvier | Blackhawks de Chicago | 0-10  | Les Canadiens          | 18-2-4 |
| 25 | 28 janvier | Sénateurs d'Ottawa    | 2-1   | Les Canadiens          | 18-3-4 |
| 26 | 31 janvier | Pirates de Pittsburgh | 2-1   | Les Canadiens          | 18-4-4 |

### Février
| No | Date       | Visiteur               | Score | Domicile               | Fiche  |
| -- | ---------- | ---------------------- | ----- | ---------------------- | ------ |
| 27 | 2 février  | Maple Leafs de Toronto | 4-3   | Les Canadiens          | 18-5-4 |
| 28 | 4 février  | Les Canadiens          | 0-0   | Maroons de Montréal    | 18-5-5 |
| 29 | 7 février  | Les Canadiens          | 2-1   | Maple Leafs de Toronto | 19-5-5 |
| 30 | 11 février | Bruins de Boston       | 1-1   | Les Canadiens          | 19-5-6 |
| 31 | 14 février | Americans de New York  | 1-0   | Les Canadiens          | 19-6-6 |
| 32 | 18 février | Les Canadiens          | 0-1   | Sénateurs d'Ottawa     | 19-7-6 |
| 33 | 21 février | Maple Leafs de Toronto | 0-0   | Les Canadiens          | 19-7-7 |
| 34 | 26 février | Les Canadiens          | 0-1   | Americans de New York  | 19-8-7 |
| 35 | 28 février | Les Canadiens          | 2-0   | Sénateurs d'Ottawa     | 20-8-7 |

### Mars
| No | Date    | Visiteur              | Score | Domicile               | Fiche    |
| -- | ------- | --------------------- | ----- | ---------------------- | -------- |
| 36 | 3 mars  | Maroons de Montréal   | 3-2   | Les Canadiens          | 20-9-7   |
| 37 | 6 mars  | Les Canadiens         | 2-1   | Pirates de Pittsburgh  | 21-9-7   |
| 38 | 8 mars  | Rangers de New York   | 3-4   | Les Canadiens          | 22-9-7   |
| 39 | 10 mars | Les Canadiens         | 3-0   | Maroons de Montréal    | 23-9-7   |
| 40 | 13 mars | Les Canadiens         | 4-1   | Rangers de New York    | 24-9-7   |
| 41 | 15 mars | Cougars de Détroit    | 1-0   | Les Canadiens          | 24-10-7  |
| 42 | 17 mars | Les Canadiens         | 3-5   | Maple Leafs de Toronto | 24-10-11 |
| 43 | 20 mars | Americans de New York | 0-5   | Les Canadiens          | 25-11-7  |
| 44 | 24 mars | Sénateurs d'Ottawa    | 0-4   | Les Canadiens          | 26-11-7  |

## Effectif

### Gardien de but
- George Hainsworth

### Défenseur
- Sylvio Mantha
- Herb Gardiner
- Albert Leduc
- Marty Burke
- Charles Langlois

### Attaquant
- Howie Morenz
- Aurèle Joliat
- Pit Lépine
- Art Gagné
- Harold Hart
- Wildor Larochelle
- Léo Lafrance
- Léo Gaudreault
- George Patterson

### Directeur Général
- Léo Dandurand

### Entraîneur
- Cecil Hart